# Tolčane
Tolčane – wieś w Słowenii, w gminie Ivančna Gorica. W 2018 roku liczyła 42 mieszkańców.